# ویلیام ئی. جنر
ویلیام ئی. جنر (به انگلیسی: William E. Jenner) سناتور سابق عضو حزب جمهوری‌خواه ایالات متحده آمریکا بود. وی در سال ۱۹۴۴ تا ۱۹۴۵ و ۱۹۴۷ تا ۱۹۵۹ میلادی سناتور ایالت ایندیانا در سنای ایالات متحده آمریکا بود.